# Yamaha Clavinova
Clavinova is de handelsnaam van het Japanse bedrijf Yamaha Corporation voor een in 1983 gelanceerde productlijn van digitale piano's. In 2016 bestond de Clavinova-lijn uit de series CLP-500 en CVP-700.
De naam Clavinova is een neologisme, dat ruwweg kan worden vertaald als "nieuwe piano", waarbij de associatie van een nieuwe generatie elektronische toetsinstrumenten wordt geïmpliceerd. De term wordt soms gebruikt als synoniem voor een digitale piano (of elektrische piano) bij uitstek in taalgebruik. Door deze ontwikkeling zijn andere fabrikanten van muziekinstrumenten begonnen met soortgelijke namen voor hun productlijnen, zoals het Japanse Casio met de Celviano-productlijn.

## Techniek
Alle huidige en vorige Clavinova's (CLP- en CVP-serie) bezitten Yamaha's Graded Hammer-technologie. Dit is een mechanisch systeem van kleine gewogen metalen hamertjes, vergelijkbaar met die in een echte piano, die een digitale druksensor activeren dat wordt vertaald naar geluid. Deze technologie heeft bijgedragen aan het succes van de Clavinova als alternatief voor een akoestische piano. Modellen in het hogere segment, zoals de CVP-600-serie, bevatten een houten klavier en lineaire schikking.
De ingebouwde synthesizer produceert het geluid. Vroege Clavinova-modellen gebruiken FM-synthese, latere modellen zijn overgestapt naar sample-gebaseerde klanksynthese. De klankbron kan meerdere akoestische en elektronische instrumenten imiteren, waarbij de gegevens worden uitgewisseld via MIDI. Recente modellen zijn voorzien van achtergrondbegeleiding.